# Boli (köping)
Boli (kinesiska: 泊里镇, 泊里) är en köping i Kina. Den ligger i provinsen Shandong, i den östra delen av landet, omkring 270 kilometer sydost om provinshuvudstaden Jinan. Antalet invånare är 61853. Befolkningen består av 30 762 kvinnor och 31 091 män. Barn under 15 år utgör 14,0 %, vuxna 15-64 år 71 %, och äldre över 65 år 14,0 %.
Genomsnittlig årsnederbörd är 896 millimeter. Den regnigaste månaden är juli, med i genomsnitt 269 mm nederbörd, och den torraste är januari, med 9 mm nederbörd.